# Linnahall
Linnahall —en estonio: Tallinna Linnahall—, originalmente llamado Palacio de Cultura y Deportes V. I. Lenin, es un recinto multiusos situado en Tallin, Estonia. Se encuentra en la zona portuaria, justo más allá de las murallas del casco antiguo, y fue finalizado en 1980. El complejo también incluye un helipuerto y un pequeño puerto marítimo.

## Recinto
Los Juegos Olímpicos de Verano de 1980 se celebraron en Moscú. Como Moscú, al estar tierra adentro, no contaba con un lugar adecuado para las competiciones de vela, esta responsabilidad recayó en Tallin, capital de la entonces RSS de Estonia. Además del principal recinto para los eventos náuticos, el Centro Náutico de Pirita, se construyeron varias instalaciones deportivas y de entretenimiento, entre ellas el Palacio de Cultura y Deportes V. I. Lenin, diseñado por los arquitectos Raine Karp y Riina Altmäe.
La pista de patinaje cerró en 2009, seguida por la sala de conciertos en 2010. Entre 2009 y 2015, la ciudad buscó inversores, y en 2015 el ayuntamiento decidió renovar Linnahall, aunque el proyecto no llegó a concretarse. Entre junio y julio de 2019, el lugar fue utilizado como sustituto de una ópera de Kiev durante el rodaje de la película Tenet. No debe confundirse con el edificio administrativo principal del histórico gobierno municipal (Raad) de Tallin, que a menudo se conoce como el Ayuntamiento.